# 區諾軒
區諾軒（英語: Au Nok-hin 、発音転記：アウ・ノックヒン、アウノックヒン、ひらがな表記による日本語名：おう・だくけん、1987年6月18日 - ）は、香港の政治家。元香港立法会議員（香港島、2018～19年）、南区区議員（2012～2019年）。2018年香港立法会補欠選挙で議員に選出されたものの、2019年12月17日、香港終審法院（最高裁）によって当選が「不適当」だとして資格を取り消された。香港城市大学専上学院兼任講師、東京大学公共政策大学院博士後期課程在学中。區諾軒は、2021年1月6日、香港国家安全維持法違反により逮捕された53名うちの1人である。そして區は「2021年2月28日、当初より5週間早く警察署に再出頭」を求められ、その後起訴された。現在収監中である。香港国家安全維持法によるもの。

## 略歴

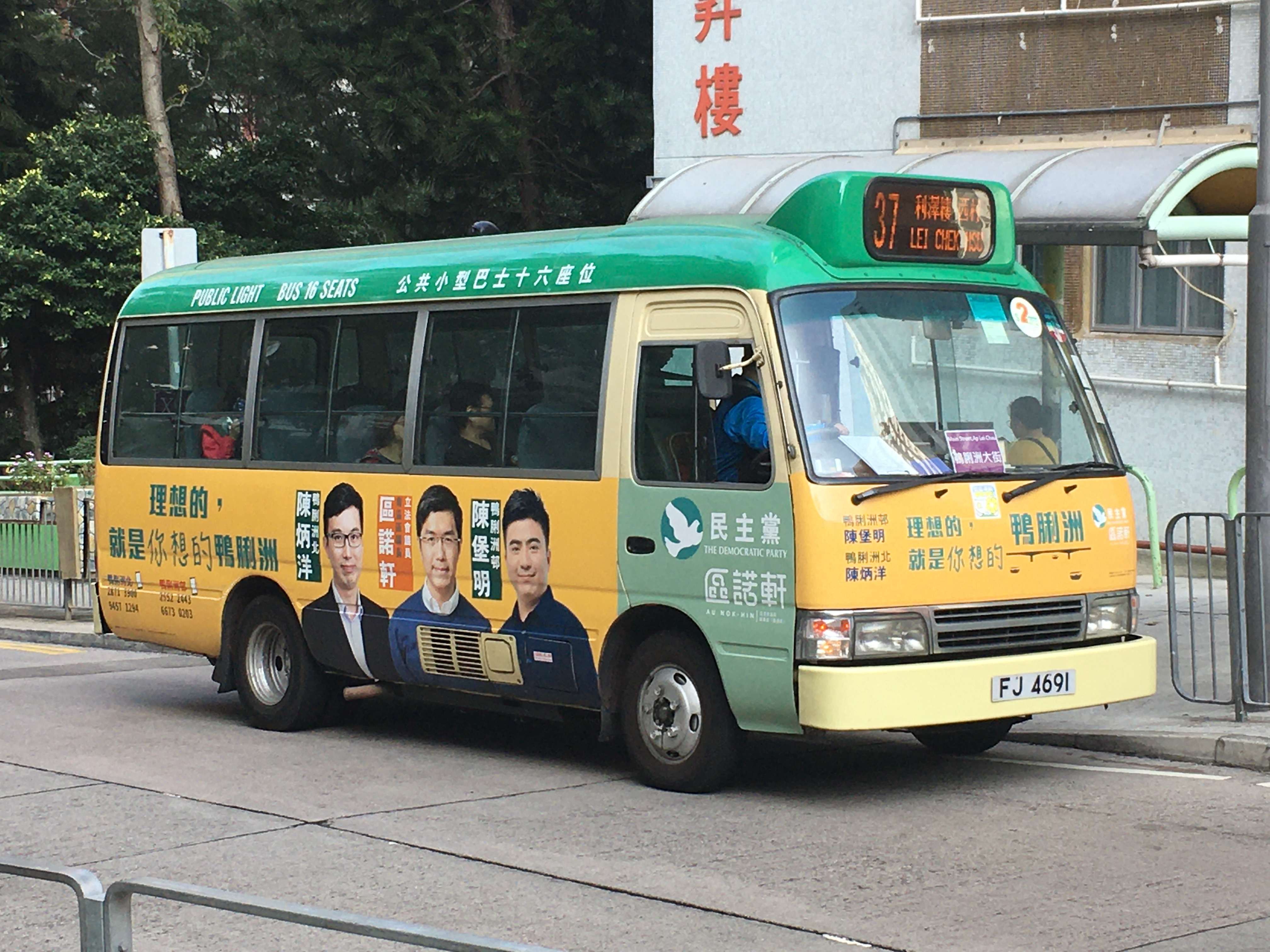
香港島にて 區諾軒（アウ・ノックヒン）中央

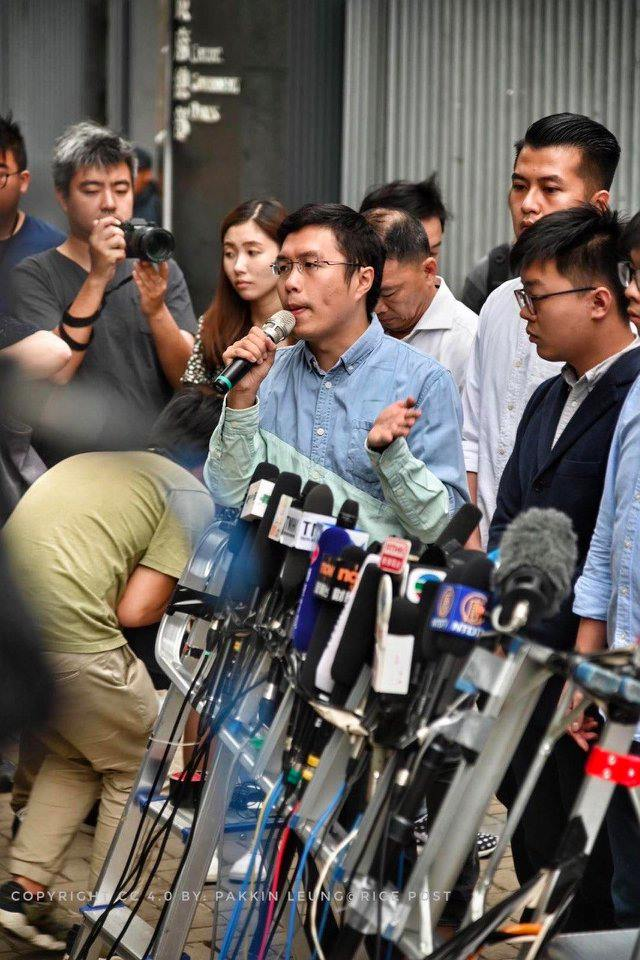
區諾軒 立法会議員

香港中文大学政治公共行政学科学士、研究修士修了。大学在学中に東京学芸大学へ交換留学し、杉並区の左翼活動家松本哉と知り合い、日本地方政治とまちづくりの興味が初めて浮かんだ。
2011年に学士学位を取得した後、香港南区、利東一選挙区で区議選に出馬、初当選。2015年に二期当選した。民主党 (香港)副主席羅健熙と連携し、共に当選したことから、「利東コンボ」と呼ばれる。
2016年、民主派連盟てある民間人権陣線の召集人に着任した。翌年民主党離党 。
民主派議員6人が全人代の基本法解釈と政府の司法審査により、議員資格剥奪となった。香港ポストによれば、香港衆志の周庭の立候補届け出が無効になったため、區は民主派の代表として立候補して当選した。
逃亡犯条例改正に反対する抗議活動で、即時撤回に向けて協力を求める書簡を日本政府に送ると発表した。書簡では「香港を訪れる日本のビジネスマンや観光客も中国本土に引き渡すことが可能になる」と指摘。改正案の即時撤回は日本にも利点が大きいと強調した。
高裁は2019年9月、選挙管理委員会の決定について、手続きが「立候補予定者の主張を十分に聞き取っておらず不当」であり、その後区氏の当選も「不適当なものだ」と判断し、資格を取り消された。
2020年香港立法会選挙民主派陣営の候補者調整を進める「35+計画」で香港大学法学副教授、中環占拠の主催者戴耀廷と主催している。産経新聞によれば、戴の「一人ではできない、手伝ってほしい」との言葉を受けてのもの。
2020年7月15日付のドイツ国際公共放送及びロイターによると、區諾軒は2020年7月14日、香港立法会選挙予備選の主催者を辞退した。林鄭月娥香港行政長官による「予備選は香港国家安全維持法違反」になるとの警告を受けてのもの。
現在、東京大学公共政策大学院博士後期課程在学中。産経新聞によれば、夢は東京大学公共政策大学院で博士号を取り、政治家として、より良い政策を立案することである。

## 国安法による収監
區諾軒は、2021年1月6日香港で民主派53名が香港国家安全維持法により逮捕された内の一人である。阿古智子東京大学教授によれば、当時區は、日本から帰国直後で隔離中であった。
區は違法集会違反容疑による裁判も抱え、さらに2021年2月28日午後2時、当初より5週間早く香港国家安全維持法により再出頭が求められ、同日起訴、のちに収監された。なお香港紙立場新聞には、14時間の裁判を受け移送される區諾軒の写真が載せられている。

### 東大  非難声明
區諾軒の逮捕・起訴を受けて、2021年3月1日、東京大学公共政策大学院は「この逮捕は、我々の全面的な協力を受けた彼の博士号取得研究の決意に対する侵害行為である。私たちは彼が受けたこの起訴がすぐに晴れることを確信し、本来彼がいるべきここに戻ってくることを切に願っている」と非難声明を発表した 。

### 保釈申請取り下げ
2021年3月12日付香港フリープレスによると、香港国家安全法により収監中の區諾軒は、保釈申請を取り下げたなお、周庭と共に區の立法会議会議員時代を支えた袁嘉蔚(ティファニーユン）の保釈申請は却下されている。

### 9週間の実刑判決
2021年3月23日付の香港公共放送RTHK電子版によると、警察に対しメガホンで抵抗したことを罪に問われていた區諾軒に対する控訴審は、9週間の実刑判決となった。2019年6月8日香港旺角（モンコック）地区での警官隊とデモ隊との間での事件。裁判で警官側は區が警官の防具をメガホンで叩いたことや、大きな音で別の警官の耳を傷めたことを主張。一方、弁護側は區がお互いが争うことを止めるために警官と話し合おうとしていたことや、デモを取材していたレポーター達が警官側の攻撃により倒されたことに、區が強く反応してしまったことを主張した。裁判では警察側の主張が認められ、9週間の懲役となった。なお下級審では140時間の社会奉仕活動という判決であった。検察側がこれを不服とし、上訴したもの。
裁判後區は支持者に向かって「みんな元気を出せ。明日がある」と呼びかけた。

### 2つ目の実刑判決
2021年4月17日、區諾軒は、2019年8月の未許可の大規模平和デモに参加したことを罪に問われ、10カ月の実刑判決を受けた。
またこの裁判では區諾軒以外にも、香港民主主義の父と言われた李柱銘（マーティン・リー）も禁錮11カ月（執行猶予付き）の有罪判決を受けたほか、中国共産党に対し長らく香港において批判的メディア蘋果日報（アップル・デイリー）を主宰して来た黎智英（ジミー・ライ）も、1年2カ月の禁錮刑となった。

### 選挙条例違反での起訴
2021年8月2日、選挙条例違反罪で歌手の黄耀明と共に廉政公署に起訴された。2018年3月3日に香港中心部で行われた立法会補欠選挙の選挙集会で、黄は2曲歌い、區への投票を呼び掛けたという。

## 人物
本人のフェイスブックによれば、ガンダムを含めたアニメ好きであり、アニメフェスティバルではゲストコメンテーターとして活躍している。